# Eupithecia latitans
Eupithecia latitans es una especie de polilla de la familia Geometridae. La especie fue descrita por primera vez por William Warren habiendo sido descrita en 1905, con distribución en Perú. El sintipo de la especie fue descrita en el sector Santo Domingo, Provincia de Carabaya a aproximadamente 6500 pies (1981,2 m) de altitud.

## Descripción
Es una polilla pequeña con una envergadura de unos 18 milímetros (0,7 plg). Las alas anteriores son de color gris verdoso pálido, salpicadas de escamas oliva. El sombreado es oliva. Las alas posteriores son similares, pero las marcas son menos definidas.
La cabeza, tórax y abdomen son grises, variados con oliva. El segmento basal del abdomen cuenta con un anillo negro. El patagio tiene largas escamas espatuladas con puntas negras.
Tiene cierto parecido con la especie mexicana Eupithecia muscula.